# Karina Oliva
Karina Loretta Oliva Pérez (Puente Alto, 21 de febrero de 1985) es una politóloga y política chilena. 
En mayo de 2021 fue candidata a gobernadora regional por Santiago quedando en segundo lugar tras Claudio Orrego, y luego candidata a senadora por la Región Metropolitana en las elecciones parlamentarias de noviembre de ese año, sin resultar electa.

## Biografía
Karina Loretta nació el 21 de febrero de 1985, en la comuna chilena de Puente Alto, hija de un taxista y profesora, siendo originaria de la villa que se encuentra cerca a Bajos de Mena. Entre los años 2004 y 2010 estudió licenciatura en ciencia política en la Universidad Academia de Humanismo Cristiano. Hasta 2011 estuvo emparejada con el político —presidente de Comunes en 2020— Jorge Ramírez Flores, con quien tuvo una hija, Emilia.

### Carrera política
En 2011 trabajó como asesora del senador Alejandro Navarro, entonces presidente del MAS. Al año siguiente, participó del comando de Marcel Claude, candidato del Partido Humanista para la elección presidencial de 2013. Fue vocera del Frente Amplio. En 16 de octubre de 2018 se convierte en presidenta del partido político Poder Ciudadano, colectividad que tras fusionarse con Izquierda Autónoma, pasó a integrar Comunes.
En el año 2017 fue candidata en las elecciones parlamentarias por el distrito n° 12, no resultando electa. Posteriormente se presentó a las elecciones primarias  del Frente Amplio del 29 de noviembre de 2020, resultando electa como candidata a la gobernación de la Región Metropolitana, tras superar a Sebastián Depolo de Revolución Democrática y a María José Cumplido del Partido Liberal.
En 2021 fue candidata para las elecciones de Gobernadores Regionales por la Región Metropolitana de Santiago para el 15 y 16 de mayo, sin embargo obtuvo el 23,36% de los votos, pasando a segunda vuelta junto a Claudio Orrego, en la cual no conseguiría la victoria para el cargo. En agosto del mismo año, el pacto Apruebo Dignidad inscribió su candidatura a senadora por la Región Metropolitana para las elecciones parlamentarias de 2021.

## Controversias
El 17 de noviembre de 2021, el medio digital Ciper Chile dio a conocer una investigación donde revelaba que siete de los asesores  de su campaña a gobernadora de la Región Metropolitana, incluyendo al presidente de Comunes, su expareja y padre de su hija, Jorge Ramírez Flores, recibieron un monto total de 137 millones de pesos por concepto de gastos de campaña, un monto superior al de los otros siete candidatos a gobernador de esa elección y solo comparable con las candidaturas de la presidencial de 2017 de Sebastián Piñera y Beatriz Sánchez.
La noticia generó polémica y críticas hacia ella, incluso dentro de su propio pacto electoral Apruebo Dignidad, perdiendo el apoyo de varias de sus figuras incluyendo la del candidato para las elecciones presidenciales de 2021 Gabriel Boric, figuras del conglomerado e incluso dirigentes de su propio partido. Ante las acusaciones, se defendió en variadas entrevistas televisivas, reconociendo que lo alto de las remuneraciones se debía a la cantidad de traslados realizados y al trabajo en terreno desplegado en la campaña, pero que no se incurría en ninguna ilegalidad, además de asumir que el dinero se utilizó para costear campaña fuera del plazo legal.
Producto de la controversia generada, el 18 de noviembre de 2021, el Tribunal Supremo de su partido decidió suspender su militancia y la de Jorge Ramírez hasta nuevo aviso, así como también dejó en libertad de acción a sus militantes, llamando a no votar por ella en la elección senatorial. En tanto, a raíz de las declaraciones que hizo en entrevistas, el Servicio Electoral anunció que revisará los antecedentes para evaluar si presenta una denuncia ante la fiscalía. Por su parte, el Fiscal Nacional Jorge Abbott decidió iniciar de oficio la investigación del caso. El 14 de enero de 2022 la Fiscalía citó a declarar al administrador de su campaña a gobernadora, Martín Miranda. El persecutor fijó el interrogatorio para el 24 de enero y se le solicitó toda la contabilidad de Comunes, incluyendo documentos, cartolas y archivos tanto de candidatura como del partido.
El 12 de febrero de 2022 el Tribunal Supremo de Comunes oficializó su expulsión, junto con sus asesores de campaña, entorno cercano a la excandidata.

## Historial electoral

### Elecciones municipales de 2012
- Elecciones municipales de 2012, candidata para la alcaldía de Melipilla[21]

| Candidato               | Pacto              | Partido | Votos  | %     | Resultado |
| ----------------------- | ------------------ | ------- | ------ | ----- | --------- |
| Mario Gebauer Bringas   | Por un Chile justo | PPD     | 18 135 | 50,79 | Alcalde   |
| Paula Gárate Rojas      | Coalición          | UDI     | 13 285 | 37,21 |           |
| Nelson Retamales Tirado | Independiente      | Ind.    | 3514   | 9,84  |           |
| Karina Oliva Pérez      | Más Humanos        | MAS     | 771    | 2,16  |           |

### Elecciones parlamentarias de 2017
- Elecciones parlamentarias de 2017, candidata a diputada por el distrito 12 (La Florida, La Pintana, Pirque, Puente Alto y San José de Maipo):[22]

| Candidato                      | Pacto                    | Partido | Votos  | %     | Resultado |
| ------------------------------ | ------------------------ | ------- | ------ | ----- | --------- |
| Ximena Ossandón Irarrázabal    | Chile Vamos              | RN      | 52 289 | 14,99 | Diputada  |
| Camila Vallejo Dowling         | La Fuerza de la Mayoría  | PCCh    | 47 708 | 13,67 | Diputada  |
| Pamela Jiles Moreno            | Frente Amplio            | PH      | 44 895 | 12,87 | Diputada  |
| Leopoldo Pérez Lahsen          | Chile Vamos              | RN      | 29 896 | 8,57  | Diputado  |
| Álvaro Carter Fernández        | Chile Vamos              | IND-UDI | 27 346 | 7,84  | Diputado  |
| Miguel Crispi Serrano          | Frente Amplio            | RD      | 25 644 | 7,35  | Diputado  |
| Osvaldo Andrade Lara           | La Fuerza de la Mayoría  | PS      | 12 226 | 3,50  |           |
| Patricio Muñoz Cárdenas        | Independiente            | IND     | 10 179 | 2,92  |           |
| Nicole Valdebenito Torres      | Convergencia Democrática | PDC     | 7266   | 2,08  |           |
| Olga González del Riego García | Chile Vamos              | RN      | 6846   | 1,96  |           |
| Amaro Labra Sepúlveda          | La Fuerza de la Mayoría  | PCCh    | 6366   | 1,82  | Diputado  |
| Karina Oliva Pérez             | Frente Amplio            | Poder   | 5692   | 1,63  |           |

### Primarias de gobernadores regionales del Frente Amplio de 2020
- Primarias de gobernadores regionales del Frente Amplio de 2020, precandidata a gobernadora por la Región Metropolitana de Santiago

|  | 39,29 % |

|  | 32,10 % |

|  | 28,61 % |

### Elección de gobernador regional de 2021
- Elección de gobernador regional de 2021 para la gobernación de la Región Metropolitana, Primera vuelta.

|  | 25,51 % |

|  | 23,37 % |

|  | 15,19 % |

|  | 14,92 % |

|  | 10,67 % |

|  | 6,68 % |

|  | 2,12 % |

|  | 1,55 % |

|  | 96,69 % |

|  | 1,45 % |

|  | 1,87 % |

|  | 100 % |

|  | 45,31 % |

- Elección de gobernador regional de 2021 para la gobernación de la Región Metropolitana, Segunda vuelta.

|  | 52,71 % |

|  | 47,29 % |

|  | 98,94 % |

|  | 0,72 % |

|  | 0,35 % |

|  | 100 % |

|  | 25,67 % |

### Elecciones parlamentarias de 2021
- Elecciones parlamentarias de 2021, para la Circunscripción Senatorial nro. 7, Región Metropolitana de Santiago

| Candidato                        | Pacto                    | Partido | Votos   | %     | Resultado |
| -------------------------------- | ------------------------ | ------- | ------- | ----- | --------- |
| Fabiola Campillai Rojas          | Independiente            | Ind.    | 402 078 | 15,14 | Senadora  |
| Manuel José Ossandón Irarrázaval | Chile Podemos Más        | RN      | 279 908 | 10,54 | Senador   |
| Rojo Edwards Silva               | Frente Social Cristiano  | PRCh    | 249 273 | 9,39  | Senador   |
| Luciano Cruz-Coke Carvallo       | Chile Podemos Más        | EVO     | 150 868 | 5,68  | Senador   |
| Claudia Pascual Grau             | Apruebo Dignidad         | PCCh    | 139 722 | 5,26  | Senadora  |
| Jaime Mañalich Muxi              | Chile Podemos Más        | ILAA    | 132 621 | 4,99  |           |
| Karina Oliva Pérez               | Apruebo Dignidad         | COM     | 112 730 | 4,24  |           |
| Marcela Sabat Fernández          | Chile Podemos Más        | RN      | 109 241 | 4,11  |           |
| Guillermo Teillier Del Valle     | Apruebo Dignidad         | PCCh    | 101 506 | 3,82  |           |
| Celeste Jiménez Riveros          | Partido Ecologista Verde | PEV     | 79 928  | 3,01  |           |
| Paulina Vodanovic Rojas          | Nuevo Pacto Social       | PS      | 71 205  | 2,68  |           |
| Cristián Contreras Radovic       | Independientes Unidos    | CU      | 71 019  | 2,67  |           |
| Gabriel Silber Romo              | Nuevo Pacto Social       | PDC     | 58 716  | 2,21  |           |
| Rocío Donoso Pineda              | Apruebo Dignidad         | RD      | 53 235  | 2,00  |           |
| Sebastián Depolo Cabrera         | Apruebo Dignidad         | RD      | 48 858  | 1,84  |           |
| Gonzalo Martner Fanta            | Apruebo Dignidad         | ILAR    | 44 511  | 1,68  |           |
| Verónica Pardo Lagos             | Nuevo Pacto Social       | ILAH    | 26 151  | 0,98  |           |
| Natalia Piergentili Domenech     | Nuevo Pacto Social       | PPD     | 17 129  | 0,64  |           |
| Ricardo Ortega Perrier           | Frente Social Cristiano  | PRCh    | 16 422  | 0,62  |           |